# Opius remissus
Opius remissus är en stekelart som beskrevs av Papp 1985. Opius remissus ingår i släktet Opius och familjen bracksteklar. Inga underarter finns listade i Catalogue of Life.